# Leon Pawłowicz
Leon Pawłowicz (ur. 8 grudnia 1911 w Dyneburgu, zm. 13 kwietnia 1999 w Warszawie) – członek Związku Walki Zbrojnej, Armii Krajowej i „Wachlarza”, kawaler Krzyża Srebrnego Orderu Wojennego Virtuti Militari.

## Życiorys
Syn Juliana (technika budowlanego) i Heleny z domu Lipińskiej. Jego rodzeństwem byli bracia: Alfons (ur. 1932) i Wiktor (ur. 1913) oraz siostry: Waleria (ur. 1919) i Lucyna (ur. 1922). Naukę pobierał w Polskiej Szkole Podstawowej w Dyneburgu i Polskim Gimnazjum. Działał w harcerstwie i Związku Polaków w Łotwie. Rozpoczął studia prawnicze na uniwersytecie w Rydze. Po ukończeniu szkoły oficerskiej został podporucznikiem armii łotewskiej. We wrześniu 1939 wraz z grupą harcerzy polskich z Dyneburga uczestniczył w obronie Warszawy. W II połowie września tr. powrócił na Łotwę tworzyć konspirację wojskową. W 1940 został zaprzysiężony w Związku Walki Zbrojnej, a z końcem stycznia 1941 przeszedł do organizacji dywersyjnej „Wachlarz”. Początkowo działał w okręgu wileńskim, a potem na Łotwie, w Estonii i w Związku Radzieckim - jako szef ekspozytury wywiadowczej. Od końca sierpnia 1941 do początków sierpnia 1942 zajmował stanowisko szefa wywiadu strategicznego okręgu „Inflanty”. 
Aresztowany przez Gestapo 6 sierpnia 1942 i więziony w Dyneburgu, Rydze i Stutthofie. Aktywny w więziennych organizacjach konspiracyjnych. Uciekł z kolumny transportowej 25 marca 1945 podczas ewakuacji obozu koncentracyjnego w Stutthofie. Aresztowany w marcu 1945 przez NKWD, zdołał uciec. Prześladowany po wojnie przez organa bezpieczeństwa. Odznaczony w lutym 1990 Krzyżem Srebrnym Orderu Wojennego Virtuti Militari za likwidację, w czerwcu 1942, sztabu niemieckiej jednostki specjalnej w okolicach Witebska.
Dwukrotnie żonaty - pierwszy raz z Jadwigą Dowgwiłowicz, a drugi raz z Krystyną Gawrońską. Ojciec Leona, Jadwigi, Zbigniewa, Andrzeja, Krystyny i Elżbiety. 

## Odznaczenia
- Krzyż Srebrny Orderu Wojennego Virtuti Militari
- Krzyż Kawalerski Orderu Odrodzenia Polski
- Krzyż Walecznych
- Złoty Krzyż Zasługi z Mieczami
- Medal Wojska (czterokrotnie)
- Krzyż Armii Krajowej